# عقرب البحر الأنغولي
عقرب البحر الأنغولي (الاسم العلمي: Scorpaena angolensis) هي نوع من الأسماك يتبع جنس عقرب البحر من الفصيلة عقارب البحر.